# Nicolás Almagro
Nicolás Almagro Sánchez (Murcia, 21 de agosto de 1985), conocido como Nico Almagro, es un extenista español. Alcanzó el Top 10 del ránking mundial en 2011.
En su carrera ganó trece títulos de la ATP; once ATP 250 y dos ATP 500, todos sobre superficie de tierra batida. Fue reconocido por tener uno de los mejores reveses a una mano de su generación.
En mayo de 2011 alcanzó el n.º 9 de la clasificación de la ATP, sumándose a la exitosa generación de tenistas españoles nacidos a principios y mediado de los 80, como Juan Carlos Ferrero, David Ferrer, Tommy Robredo, Fernando Verdasco y Rafael Nadal. Se mantuvo entre los primeros 15 puestos de la clasificación de la ATP durante cuatro años (2010-2013). Almagro alcanzó el Top10 mundial entrenando en Equelite JC Ferrero Sport Academy.
Jugó su último partido en Murcia, en el ATP Challenger Murcia Open 2019, cayendo en primera ronda por 2-6/2-6 ante Mario Vilella Martínez.

## Carrera ATP

### 2003
Mejora su Ranking ATP en más de 700 posiciones.
Debuta en un torneo ATP en el Torneo de Palermo donde avanzó a la segunda ronda. Sumó seis títulos de Futures en siete finales que disputó. Ganó su primer título de Challenger, en Olbia. Alcanzó finales en Olbia y Manerbio (cayendo ante Adrián Menéndez Maceiras).

### 2004
Finaliza en el Top 100 por primera vez después de ganar un Future y tres Challengers (Challenger de Barletta, Challenger de Manerbio y Challenger de Kiev).
Llegó a la segunda ronda en el Torneo Conde de Godó (venciendo a Alex Corretja, perdiendo contra Albert Montañés). Debutó en Grand Slam como clasificado en Roland Garros, donde cayó en primera ronda (perdiendo con Gustavo Kuerten). Llegó a la final del Challenger de Córdoba (perdió contra Gilles Müller).

### 2005
Llega a sus primeros cuartos de final ATP, en el Torneo de Buenos Aires con victorias sobre Santiago Ventura y Mariano Zabaleta (perdiendo con José Acasuso).
En mayo clasificó para el Masters de Roma y llegó a tercera ronda con triunfos sobre Ígor Andréiev y el n.º 4 Marat Safin, su primera victoria sobre un Top 10 (perdió con Radek Štěpánek). Avanzó a segunda ronda de Roland Garros, donde perdió con el n.º 1 Roger Federer. En agosto debuta en el US Open y llega a segunda ronda (perdiendo con Taylor Dent).

### 2006
Finaliza en el Top 50 por primera vez y gana su primer título ATP.
Llega con una marca de 19-8 a Roland Garros gracias al título en el Torneo de Valencia (venciendo a Marat Safin) seguido por las semifinales en el Torneo de Barcelona (perdiendo contra Rafael Nadal).
En mayo llega a sus primeros cuartos de final en un ATP Masters Series, en el Masters de Roma (perdiendo contra Roger Federer). Avanzó a semifinales en el Torneo de Palermo.
En octubre llega a cuartos de final del Torneo de Lyon. A comienzos de año alcanzó cuartos de final en el torneo Costa do Sauipe y semifinales en el Torneo de Acapulco.

### 2007
Finalizó en el Top 30 por primera vez (n.º 28) y repitió su título ATP en el Torneo de Valencia (esta vez venciendo al italiano Potito Starace).
También avanzó a cuartos de final o mejor en otros seis torneos, incluyendo la final del Torneo de Bastad (perdió con su compatriota David Ferrer) y cuartos de final en el Masters de Hamburgo (venció al n.º 7 Tommy Robredo, y perdió con el ex n.º 1 Lleyton Hewitt).

### 2008
El murciano completó su mejor temporada al finalizar en el Top 20 por primera vez y sumar 35 triunfos en la temporada. Ganó dos títulos ATP y llegó a una final, todo sobre canchas de arcilla.
En los primeros dos meses registró 15-3 al ganar el Abierto de Brasil (al ex n.º 1 Carlos Moyá) y el Torneo de Acapulco (al ex n.º 3 David Nalbandian). Debutó en Copa Davis contra Perú y ganó sus dos partidos de individuales.
En abril llegó a la final del Torneo de Valencia, donde no pudo revalidar su título (perdiendo contra David Ferrer). Mantuvo su consistencia con cuartos de final en el Torneo de Barcelona, Masters de Roma y Roland Garros (perdiendo contra Rafael Nadal), su mejor actuación en un Grand Slam. El resto de la temporada la afrontó con una lesión a la mano y anotó marcas 4-7.
Se sometió a una cirugía el 21 de julio para reparar un tendón de su mano derecha. Tras su reaparición llegó a tercera ronda del US Open (perdió con Gilles Müller en cinco sets).
Registró 2-3 contra rivales Top 10 y tuvo marcas de 30-8 en arcilla (mayor cantidad de triunfos) y 4-8 en pista dura. Sumó premios de US$851,017.

### 2009
El español terminó en el Top 30 por tercera temporada consecutiva, tuvo una marca de 30-24 y defendió su título en el Torneo de Acapulco, con victoria sobre el n.º 10 Gaël Monfils en la final. Sólo perdió un set durante el torneo camino a su quinto título ATP World Tour. 
Abrió la temporada con los cuartos de final en el Torneo de Auckland (perdió con Sam Querrey) y en el Torneo de Costa do Sauipe (perdiendo contra Frederico Gil). En julio llegó a cuartos de final en el Torneo de Båstad (perdió con el posterior campeón y tenista local Robin Soderling) y en el Torneo de Hamburgo (perdiendo contra Pablo Cuevas). 
En los Grand Slam llegó a tercera ronda en los cuatro eventos y perdió contra rivales Top 15. En la parte final de la temporada avanzó a sus sextos cuartos de final del año en el Torneo de Viena (perdió con Philipp Kohlschreiber) antes de perder en el Masters de París contra Rafael Nadal en segunda ronda tras tener cinco puntos de partido para llevarse la victoria.
Finalizó la temporada como el tenista n.º 9 en aces (551). Sumó 1-4 contra Top 10 y completó marcas de 18-12 en arcilla, 10-11 en pista dura y 2-1 en hierba.

### 2010
El español termina Top 20 por segunda vez en tres años, acercándose al Top 10, además de ganar dos torneos (Torneo de Båstad y Torneo de Gstaad).
Comenzó la temporada en el Torneo de Auckland, donde perdió en segunda ronda (con Marc Gicquel). Fue el cabeza de serie n.º 26 en el Abierto de Australia y llegó a cuarta ronda (perdió con Jo-Wilfried Tsonga 9-7 en el quinto set) logrando su mejor resultado en el torneo oceánico. En 22 Grand Slams sólo había llegado una vez a esa instancia, en Roland Garros 2008 (camino a cuartos de final). Derrotó a Xavier Malisse, Benjamin Becker y Alejandro Falla en las tres primeras rondas.
En febrero, tuvo una marca de 2-2 en la gira latinoamericana sobre polvo de ladrillo, donde destacaron los cuartos de final en el Torneo de Acapulco (perdió con Juan Carlos Ferrero). Representó a España contra Suiza en la primera ronda de Copa Davis y perdió con Stanislas Wawrinka en cinco sets.
En el ATP World Tour Masters 1000 de Indian Wells derrotó a Michael Zverev, el cabeza de serie n.º 23 Ivo Karlović y al estadounidense James Blake antes de retirarse por una lesión al tobillo en el segundo set ante el favorito n.º 4 Andy Murray. Fue el clasificado n.º 33 en el Masters de Miami, donde perdió ante el eventual campeón y cabeza de serie n.º 6 Andy Roddick (6-3 6-3), en cuartos de final.
El 5 de abril, bajó cuatro puestos hasta el n.º 34 del mundo. Durante la gira europea sobre tierra batida previa a Roland Garros, completa un récord de 16-7 donde destacó las semifinales en el ATP World Tour Masters 1000 de Madrid (perdió con Nadal) y cuartos de final en el Torneo de Múnich (con Marin Čilić) y Roland Garros (de nuevo con Rafael Nadal). 
Se despidió en la primera ronda de Wimbledon (perdiendo contra Andreas Seppi). Luego ganó su punto en la derrota contra Francia por los cuartos de final de Copa Davis. En julio y siendo el cuarto favorito, gana su sexto título ATP World Tour al derrotar en la final del Torneo de Bastad al favorito local Robin Söderling (7-5 3-6 6-2). "Es una gran alegría ganar aquí. Siempre es espectacular ganar una final y estoy muy feliz con esta semana. Voy a disfrutar este momento". El 19 de julio sube dos posiciones hasta el n.º 18 del mundo.
Después de caer en segunda ronda en el Torneo de Hamburgo (contra Denis Istomin), fue al Torneo de Gstaad para vencer en la final a Richard Gasquet (7-5 6-1). Fue el primer español en ganar el torneo suizo desde Àlex Corretja en 2002. Después de eso confesó que su objetivo era "llegar al Top 10 y mantenerme ahí". El 2 de agosto subió otros dos puestos, hasta el n.º 16 del mundo.
No tuvo grandes resultados en los Masters de Toronto y de Cincinnati, y en el US Open 2010 solo pudo llegar hasta la tercera ronda (perdiendo ante Sam Querrey y ganando en las anteriores rondas con dificultades tanto a Guillermo García-López como a Potito Starace).
Tampoco tuvo grandes resultados en la gira asiática, y para cerrar su año llegó a las semifinales del Torneo de Viena (perdiendo ante el local Jürgen Melzer) y quedó eliminado en primera ronda por Radek Štěpánek del Masters de París-Bercy.

### 2011
El n.º 3 de España (detrás del n.º 2 Rafael Nadal y el n.º 5 David Ferrer) terminó en la mejor posición de su carrera a fin de año en el n.º 10, con una marca personal de 3 títulos ATP World Tour en 5 finales, todas en arcilla, y 47 partidos.
En febrero ganó títulos seguidos en el Torneo de Costa do Sauipe (venciendo a Alexandr Dolgopolov) y en el Torneo de Buenos Aires (venciendo al tenista local Juan Ignacio Chela). En mayo ganó su décimo título en el Torneo de Niza (venciendo a Victor Hanescu).
Fue finalista en el Torneo de Acapulco (perdiendo ante David Ferrer) y en el Torneo de Hamburgo (perdiendo ante Gilles Simon). Otros resultados destacados fueron las semifinales en el Torneo de Auckland (perdiendo ante David Nalbandian), en el Torneo Conde de Godó (perdiendo ante David Ferrer), en el Torneo de Båstad (perdiendo de nuevo ante Ferrer), en el Torneo de Gstaad (perdiendo ante Fernando Verdasco) y los cuartos de final en el Masters de Canadá (perdiendo ante Jo-Wilfried Tsonga) y en el Torneo de Kuala Lumpur (perdiendo ante Kei Nishikori). Además llegó cuarta ronda en el Abierto de Australia (perdiendo ante el n.º 2 Novak Djokovic).
El 25 de abril entró al Top 10 por 3 semanas. Después de la final en Hamburgo, volvió al Top 10 el 25 de julio, pasando del n.º 14 al n.º 10. Quedó 1-7 contra rivales Top 10 y copiló marcas de 32-9 en arcilla, 13-12 en asfalto. Sus 32 triunfos en arcilla fueron los mejores del circuito y ganó un alto en su carrera de $1,326,007

### 2012
El n.º 3 español (detrás del n.º 4 Rafael Nadal y el n.º 5 David Ferrer) finalizó en el Top 15 por tercer año consecutivo y destacó el mejor registro de triunfos de su carrera, con 58, dos títulos ATP World Tour y una marca de 5-2 en Copa Davis, donde lideró a España a la final (perdieron 3-2 contra la República Checa, y él también cayó en sus dos partidos).
Ganó los títulos en el Torneo de São Paulo (venciendo a Filippo Volandri) y en el Torneo de Niza (derrotando a Brian Baker) y llegó a las finales del Torneo de Buenos Aires y del Torneo de Båstad (perdiendo con David Ferrer en ambas), todas sobre arcilla. 
Además llegó a semifinales en el Torneo de Chennai (perdiendo ante Milos Raonic), en el Torneo de Hamburgo (donde perdió ante Juan Mónaco), en el Torneo de Estocolmo (donde venció al ex n.º 1 Lleyton Hewitt y perdió ante Tomáš Berdych, y logró cuartos de final en el Torneo de Auckland (perdiendo ante Philipp Kohlschreiber), en el Torneo de Acapulco (cayendo ante Fernando Verdasco), en el Masters de Indian Wells (venciendo al n.º 7 Tomáš Berdych, perdiendo ante Novak Djokovic), en el Torneo de Valencia (perdiendo ante Ferrer) y en los Juegos Olímpicos de Londres (perdiendo ante Andy Murray, obteniendo así un diploma olímpico).
Su mejor resultado en Grand Slam fue por tercera vez cuartos de final en Roland Garros (venciendo al n.º 8 Janko Tipsarević, y perdiendo de nuevo con Rafael Nadal). También llegó a cuarta ronda en el Abierto de Australia y US Open (perdiendo contra Tomáš Berdych en ambos encuentros). Tuvo su mejor registro de aces con 48 en la primera ronda de Wimbledon contra Olivier Rochus.
Lideró el ATP World Tour por tercera vez en 5 años con 35 triunfos en tierra batida (35-9), además de 18-13 en pista dura y 5-2 en césped. Anotó 4-1 en partidos a 5 set, estuvo 6 semanas en el Top 10 y registró 3-14 contra Top 10. Sumó premios de $1,334,555.

### 2013
De nuevo acaba como el n.º 3 español (por detrás del n.º 1 Rafael Nadal y el n.º 3 David Ferrer) finalizó en el Top 15 por cuarto año consecutivo, aunque durante este año no ganó ningún título ATP World Tour tras siete año, aunque si consiguió llegar a dos finales.
Llegó a los cuartos de final en el Abierto de Australia por primera vez en nueve apariciones. Venció al n.º 9 Janko Tipsarević y vencía al n.º 5 David Ferrer por dos sets a cero, pero perdió 6-2 en el quinto. Fueron sus cuartos de final en Grand Slam (los otros tres en Roland Garros). En una caída en el partido contra Ferrer se lesionó la muñeca izquierda y quedó fuera de Copa Davis en el partido de primera ronda ante Canadá.
Falló en la consecución de su cuarto título en el Torneo de Sao Paulo al caer 7-6(3) en el tercer set contra David Nalbandian en cuartos de final. Llegó a semifinales en el Torneo de Buenos Aires por tercer año seguido (perdiendo contra Stanislas Wawrinka). El 1 de marzo cayó ante Rafael Nadal en semifinales del Torneo de Acapulco.
El 12 de marzo desperdició un punto de partido en el 5-4 del 3° set en su derrota ante el alemán Tommy Haas en tercera ronda del ATP World Tour Masters 1000 Indian Wells. El 26 de marzo perdió contra Richard Gasquet 7-6(3) en el 3° set por un puesto en la cuarta ronda del Masters 1000 de Miami.
El 14 de abril alcanzó su 19° final sobre polvo de ladrillo en el Torneo de Houston (perdiendo contra John Isner); en dobles junto con Rubén Ramírez-Hidalgo llegaron a semifinales (perdiendo contra Jamie Murray y John Peers). 
Perdió ante Jürgen Melzer en segunda ronda del ATP World Tour Masters 1000 Montecarlo. El 28 de abril llegó a la final del Torneo de Barcelona (perdiendo contra Rafael Nadal) por primera vez en 10 apariciones. Cayó en segunda ronda del ATP World Tour Masters 1000 Madrid (contra Mijaíl Yuzhny). Perdió en el debut del ATP World Tour Masters 1000 Roma (contra Julien Benneteau). 
Como favorito n.º 11, venció a Andreas Seppi en tercera ronda de Roland Garros; pero el 2 de junio, desperdició dos sets de ventaja ante el favorito n.º 32 Tommy Robredo en cuarta ronda de Roland Garros y perdió 6-4 en el quinto set. Llegó a tercera ronda de Wimbledon por tercer año consecutivo, donde perdió con el polaco Jerzy Janowicz. Venció al campeón defensor Juan Mónaco en cuartos de final del Torneo de Hamburgo antes de caer con Fabio Fognini en semifinales.
El 6 de agosto perdió en su debut del ATP World Tour Masters 1000 de Montreal (contra Radek Štěpánek). El 12 de agosto, como cabeza de serie n.º 13, perdió de nuevo en su debut por 7-6(3) 6-4 contra Grigor Dimitrov en el Masters de Cincinnati. En el US Open  cae en primera ronda ante Denis Istomin.
En la gira asiática alcanzó su quinta semifinal en el ATP World Tour sobre pista dura (0-5) en el Torneo de Tokio, tras eliminar al eventual campeón Kei Nishikori en cuartos de final; cayó ante Juan Martín del Potro en semifinales. Superó a Tomáš Berdych en la tercera ronda del ATP World Tour Masters 1000 Shanghái antes de caer en cuartos (de nuevo contra Del Potro).
Cerró su temporada con unas semifinales en el Valencia Open 500 (perdiendo ante el eventual campeón, David Ferrer) y con una tercera ronda en el Masters de París (perdiendo ante Stanislas Wawrinka).

### 2014
Alcanzó la final de Houston perdiendo ante Fernando Verdasco. Se retiró en la primera ronda de Roland Garros para luego someterse a una operación en el pie que provocó perderse el resto de la temporada.

### 2015
Al regreso de su operación, en la temporada 2015 fue recuperando lentamente su nivel, quedándose en primera o segunda ronda en la mayoría de los torneos. Destacándose la semifinal del torneo de Buenos Aires 2015, y de Kitzbuhel, después de la cual queda cerca de volver al Top 100 del ranking ATP, y además logró ingresar al top 100 del ranking de victorias en el circuito.
Actualmente no se sabe nada suyo a nivel profesional, de momento vive de sus ingresos tenísticos y no tiene fecha de regreso al circuito ATP.

## Títulos ATP (14; 13+1)

### Individuales (13)
| Leyenda                  |
| Grand Slam (0)           |
| ATP World Tour Final (0) |
| ATP Masters 1000 (0)     |
| ATP World Tour 500 (2)   |
| ATP World Tour 250 (11)  |

| N.º | Fecha                 | Torneo              | Superficie        | Oponente en la final | Resultado           |
| --- | --------------------- | ------------------- | ----------------- | -------------------- | ------------------- |
| 1.  | 16 de abril de 2006   | Valencia            | Tierra batida     | Gilles Simon         | 6-2, 6-3            |
| 2.  | 15 de abril de 2007   | Valencia (2)        | Tierra batida     | Potito Starace       | 4-6, 6-2, 6-1       |
| 3.  | 17 de febrero de 2008 | Costa do Sauipe     | Tierra batida     | Carlos Moyá          | 7-6(4), 3-6, 7-5    |
| 4.  | 1 de marzo de 2008    | Acapulco            | Tierra batida     | David Nalbandian     | 6-1, 7-6(1)         |
| 5.  | 1 de marzo de 2009    | Acapulco (2)        | Tierra batida     | Gaël Monfils         | 6-4, 6-4            |
| 6.  | 18 de julio de 2010   | Bastad              | Tierra batida     | Robin Soderling      | 7-5, 3-6, 6-4       |
| 7.  | 1 de agosto de 2010   | Gstaad              | Tierra batida     | Richard Gasquet      | 7-5, 6-1            |
| 8.  | 12 de febrero de 2011 | Costa do Sauipe (2) | Tierra batida     | Aleksandr Dolgopólov | 6-3, 7-6(3)         |
| 9.  | 20 de febrero de 2011 | Buenos Aires        | Tierra batida     | Juan Ignacio Chela   | 6-3, 3-6, 6-4       |
| 10. | 21 de mayo de 2011    | Niza                | Tierra batida     | Victor Hănescu       | 6-7(5), 6-3, 6-3    |
| 11. | 19 de febrero de 2012 | Sao Paulo (3)       | Tierra batida (i) | Filippo Volandri     | 6-3, 4-6, 6-4       |
| 12. | 26 de mayo de 2012    | Niza (2)            | Tierra batida     | Brian Baker          | 6-3, 6-2            |
| 13. | 1 de mayo de 2016     | Estoril             | Tierra batida     | Pablo Carreño        | 6-7(6), 7-6(5), 6-3 |

#### Finalista en individuales (10)
| N.º | Fecha                   | Torneo       | Superficie    | Oponente en la final | Resultado           |
| --- | ----------------------- | ------------ | ------------- | -------------------- | ------------------- |
| 1.  | 9 de septiembre de 2007 | Bastad       | Tierra batida | David Ferrer         | 1-6, 2-6            |
| 2.  | 14 de abril de 2008     | Valencia     | Tierra batida | David Ferrer         | 6-4, 2-6, 6-7(2)    |
| 3.  | 27 de febrero de 2011   | Acapulco     | Tierra batida | David Ferrer         | 6-7(4), 7-6(2), 2-6 |
| 4.  | 24 de julio de 2011     | Hamburgo     | Tierra batida | Gilles Simon         | 4-6, 6-4, 4-6       |
| 5.  | 26 de febrero de 2012   | Buenos Aires | Tierra batida | David Ferrer         | 6-4, 3-6, 2-6       |
| 6.  | 15 de julio de 2012     | Bastad       | Tierra batida | David Ferrer         | 2-6, 2-6            |
| 7.  | 14 de abril de 2013     | Houston      | Tierra batida | John Isner           | 3-6, 5-7            |
| 8.  | 28 de abril de 2013     | Barcelona    | Tierra batida | Rafael Nadal         | 4-6, 3-6            |
| 9.  | 13 de abril de 2014     | Houston      | Tierra batida | Fernando Verdasco    | 3-6, 6-7(4)         |
| 10. | 14 de febrero de 2016   | Buenos Aires | Tierra batida | Dominic Thiem        | 6-7(2), 6-2, 6-7(4) |

### Dobles (1)
| Leyenda                         |
| Grand Slam (0)                  |
| ATP World Tour Finals (0)       |
| ATP Masters 1000 World Tour (0) |
| ATP World Tour 500 series (0)   |
| ATP World Tour 250 series (1)   |

| N.º | Fecha               | Torneos   | Superficie    | Pareja         | Oponentes                  | Resultado        |
| --- | ------------------- | --------- | ------------- | -------------- | -------------------------- | ---------------- |
| 1.  | 8 de agosto de 2015 | Kitzbühel | Tierra batida | Carlos Berlocq | Robin Haase Henri Kontinen | 5-7, 6-3, [11-9] |

#### Finalista (1)
| N.º | Fecha                 | Torneos      | Superficie    | Pareja           | Oponentes                        | Resultado        |
| --- | --------------------- | ------------ | ------------- | ---------------- | -------------------------------- | ---------------- |
| 1.  | 22 de febrero de 2009 | Buenos Aires | Tierra batida | Santiago Ventura | Marcel Granollers Alberto Martín | 3–6, 7–5, [8–10] |

## Clasificación en torneos del Grand Slam
| Torneo                | 2016 | 2015 | 2014 | 2013 | 2012 | 2011 | 2010 | 2009 | 2008 | 2007 | 2006 | 2005 | 2004 | G-P   | Títulos |
| --------------------- | ---- | ---- | ---- | ---- | ---- | ---- | ---- | ---- | ---- | ---- | ---- | ---- | ---- | ----- | ------- |
| Australian Open       | 2r   | 1r   | -    | CF   | 4r   | 4r   | 4r   | 3r   | 1r   | 1r   | 1r   | 1r   | -    | 15-10 | 0       |
| Roland Garros         | 3r   | 2r   | 1r   | 4r   | CF   | 1r   | CF   | 3r   | CF   | 2r   | 2r   | 2r   | 1r   | 21-12 | 0       |
| Wimbledon             |      | 1r   | -    | 3r   | 3r   | 3r   | 1r   | 3r   | 2r   | 1r   | 1r   | 1r   | -    | 9-10  | 0       |
| US Open               |      | Q2   | -    | 1r   | 4r   | 1r   | 3r   | 3r   | 3r   | 3r   | 1r   | 2r   | -    | 12-9  | 0       |
| ATP World Tour Finals | -    | -    | -    | -    | -    | -    | -    | -    | -    | -    | -    | -    | -    | 0-0   | 0       |

## Clasificación en torneos de Masters Series / ATP Masters 1000
| Torneo                                                                       | 2015 | 2014 | 2013 | 2012 | 2011 | 2010 | 2009 | 2008 | 2007 | 2006 | 2005 | 2004 | G-P   | Títulos |
| ---------------------------------------------------------------------------- | ---- | ---- | ---- | ---- | ---- | ---- | ---- | ---- | ---- | ---- | ---- | ---- | ----- | ------- |
| Indian Wells                                                                 | -    | -    | 3R   | CF   | 3R   | 4R   | -    | 2R   | 2R   | -    | -    | -    | 8-6   | 0       |
| Miami                                                                        | 2R   | 3R   | 4R   | 4R   | 3R   | CF   | 2R   | 3R   | 3R   | -    | 1R   | -    | 12-10 | 0       |
| Montecarlo                                                                   | -    | 3R   | 2R   | 3R   | 3R   | 2R   | 1R   | 3R   | 1R   | -    | -    | -    | 9-7   | 0       |
| Madrid                                                                       | 1R   | 2R   | 1R   | 3R   | 1R   | SF   | 1R   | 1R   | 2R   | -    | -    | -    | 6-8   | 0       |
| Roma                                                                         | 2R   | -    | 2R   | 3R   | 3R   | 2R   | 1R   | CF   | 2R   | CF   | 3R   | -    | 14-10 | 0       |
| Canadá                                                                       |      | -    | 1R   | CF   | CF   | 2R   | -    | -    | 1R   | 1R   | -    | -    | 3-5   | 0       |
| Cincinnati                                                                   |      | -    | 1R   | -    | 3R   | 1R   | 2R   | -    | CF   | 2R   | -    | -    | 7-6   | 0       |
| Shanghái *                                                                   |      | -    | CF   | 1R   | 3R   | 1R   | 2R   | -    | CF   | -    | 1R   | 1R   | 9-8   | 0       |
| París                                                                        |      | -    | 3R   | 3R   | 2R   | 2R   | 2R   | -    | 1R   | 2R   | -    | -    | 4-7   | 0       |
| Total                                                                        | 0    | 0    | 0    | 0    | 0    | 0    | 0    | 0    | 0    | 0    | 0    | 0    | 74-68 | 0       |
| Leyenda: G:Torneo ganado; F:Finalista; SF:Semifinalista; CF:Cuartos de final |      |      |      |      |      |      |      |      |      |      |      |      |       |         |

'*' Hasta 2008 Masters de Hamburgo.

## Ranking ATP al final de la temporada
| Año                      | 2000 | 2001 | 2002 | 2003 | 2004 | 2005 | 2006 | 2007 | 2008 | 2009 | 2010 | 2011 | 2012 | 2013 | 2014 | 2015 | 2016 | 2017 |
| Ranking ATP Individuales | 1332 | 844  | 738  | 156  | 103  | 114  | 32   | 28   | 18   | 26   | 15   | 10   | 11   | 13   | 71   | 73   | 44   | 151  |

## Torneos Challenger

### Individual (4)
| N.º | Fecha                | Torneo   | Superficie    | Oponente en la sección   | Resultado   |
| --- | -------------------- | -------- | ------------- | ------------------------ | ----------- |
| 1.  | 14 de julio de 2003  | Olbia    | Tierra batida | Martín Vassallo Argüello | 6-2 6-3     |
| 2.  | 29 de marzo de 2004  | Barletta | Tierra batida | Tomas Behrend            | 7-5 6-2     |
| 3.  | 23 de agosto de 2004 | Manerbio | Tierra batida | Francesco Aldi           | 7-6(5) 6-4  |
| 4.  | 30 de agosto de 2004 | Kiev     | Tierra batida | Jiri Vanek               | 4-6 6-3 6-2 |

## Copa Davis

### Ganados (1)
| Torneo          | Equipo | Eliminatorias                   |
| Copa Davis 2008 | Rafael Nadal David Ferrer Feliciano López Fernando Verdasco Tommy Robredo Nicolás Almagro Marcel Granollers | 1R: 0-5 CF: 1-4 SF: 4-1 FN: 1-3 |

## Títulos no ATP
- Listado de títulos en torneos y exhibiciones no pertenecientes a la ATP (Asociación de Tenistas profesionales) y por tanto no puntuables para el ranking ATP.

### Ganados (2)
| N.º | Año  | Torneo                                  | Oponente en la final   | Resultado |
| 1.  | 2005 | Juegos Mediterráneos de Almería         | Guillermo García López | 6-2, 7-5  |
| 2.  | 2007 | Trofeo Internacional Ciudad de Albacete | David Ferrer           | 6-1, 7-5  |

### Finalista (1)
| N.º | Año  | Torneo                                  | Oponente en la final | Resultado |
| 1.  | 2009 | Trofeo Internacional Ciudad de Albacete | Rafael Nadal         | 6-74, 3-6 |